# Adineta ricciae
Adineta ricciae är en hjuldjursart som beskrevs av Segers och Russell J.Shiel 2005. Adineta ricciae ingår i släktet Adineta och familjen Adinetidae. Inga underarter finns listade i Catalogue of Life.

## Bildgalleri

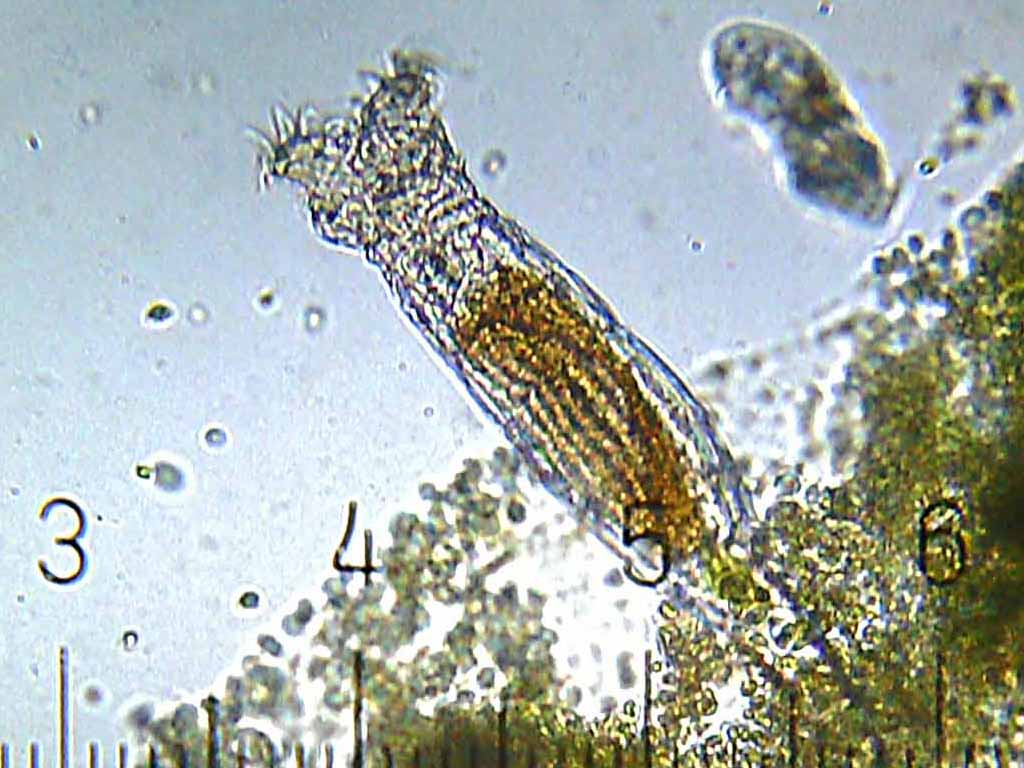